# Хайнрих V фон Папенхайм
Хайнрих V фон Папенхайм (на немски: Heinrich V von Pappenheim; † ок. 22 февруари 1387) е благородник от фамилията Папенхайм в Бавария.

## Произход
Той е син на Рудолф II фон Папенхайм († 1340) и съпругата му Катарина († сл. 1341). Брат е на неженените и бездетни Йохан († сл. 1381) и Катарина.

## Фамилия
Хайнрих V фон Папенхайм се жени за Елизабет фон Елербах († сл. 1380), дъщеря на Буркхард фон Елербах. Тя е сестра на Клара фон Елербах († сл. 1384, омъжена пр. 28 август 1374 г. за граф Хайнрих III фон Монфор-Тетнанг († 1408). Те имат осем деца:
- Конрад I фон Папенхайм († ок. 1403), женен I. за Елизабет фон Зекендорф (* пр. 1361; † сл. 22 февруари 1380), II. за Анна фон Фрайберг
- Хаупт I фон Папенхайм († сл. 1412), „пфлегер“ на Донаувьорт и Инголщат, женен ок. 1360 г. за Агнес фон Вайнсберг (* 1360; † 1405)
- Хайнрих фон Форндорф, женен за графиня Анна фон Прайзинг
- Вилхелм фон Папенхайм
- Клара фон Папенхайм
- Елизабет фон Папенхайм († сл. 1416), омъжена I. за Улрих фон Тройхтлинген, II. за рицар Ханс III фон Розенберг († сл. 1425)
- Доротея фон Папенхайм, омъжена за Албрехт фон Волфщайн
- Буркхард фон Папенхайм